# Vila Verde de Ficalho
Vila Verde de Ficalho é uma povoação portuguesa sede da Freguesia de Vila Verde de Ficalho do Município de Serpa, freguesia com 105,03 km² de área e 1255 habitantes (censo de 2021), tendo, por isso, uma densidade populacional de 11,9 hab./km².
Foi sede de concelho até 1836. Era constituído apenas por uma freguesia e tinha, em 1801, 246 habitantes. É muitas vezes referido apenas por Ficalho.
Esta freguesia do município de Serpa é muito conhecida pelo seu azeite, mel e vinho. A maioria dos produtos é cultivado, produzido e vendido ao público na freguesia.
Auto-intitulou-se "Aldeia sem Tabaco", embora tenha uma grande percentagem de jovens fumadores.[carece de fontes?]
Esta aldeia, situada a 4 km da fronteira Espanha-Portugal, é conhecida também pela sua proximidade à Espanha, mais concretamente à povoação de Rosal de la Frontera. É um dos núcleos populacionais mais distantes da sede de concelho, Serpa.

## Demografia
A população registada nos censos foi:
| Distribuição da População por Grupos Etários | Distribuição da População por Grupos Etários | Distribuição da População por Grupos Etários | Distribuição da População por Grupos Etários | Distribuição da População por Grupos Etários |
| -------------------------------------------- | -------------------------------------------- | -------------------------------------------- | -------------------------------------------- | -------------------------------------------- |
| Ano                                          | 0-14 Anos                                    | 15-24 Anos                                   | 25-64 Anos                                   | > 65 Anos                                    |
| 2001                                         | 167                                          | 184                                          | 733                                          | 362                                          |
| 2011                                         | 163                                          | 148                                          | 747                                          | 401                                          |
| 2021                                         | 131                                          | 95                                           | 606                                          | 423                                          |

## Títulos nobiliárquicos associados
- Duque de Ficalho
- Marquês de Ficalho
- Conde de Ficalho